# Tomás Quesada Quesada
Tomás Quesada Quesada (Huelma, 7 de marzo de 1958 – Granada, 19 de noviembre de 1996) fue un historiador, investigador y arqueólogo español experto en la historia medieval de la península ibérica, dedicándose en detalle a las provincias de Jaén y Granada.

## Biografía
Nació en Huelma en 1958, en el seno de una familia acomodada, siendo el menor de cuatro hermanos.
Cursó la especialidad de Historia Medieval en la Universidad de Granada, culminándola con una memoria sobre el señorío de Huelma, en enero de 1981. Tras un período como becario en la Universidad de Granada, pasó a ser profesor ayudante, iniciando la investigación para la preparación de su tesis doctoral. El 4 de julio de 1985 presenta con los máximos honores su tesis basada en la Serranía de Mágina. 
Continúa con su labor investigadora, y obtiene por oposiciones la plaza de Profesor Titular de Historia Medieval de la Universidad de Granada. Su mujer, Milagros Jiménez Sánchez, licenciada y doctora en Filología Semítica, colabora estrechamente en su labor investigadora. En 1991 obtiene la licencia de la Junta de Andalucía para realizar excavaciones arqueológicas y llevar a cabo el proyecto El poblamiento medieval de las Sierras Subbéticas de Jaén y Granada, junto con la arqueóloga medievalista y profesora titular Encarna Motos Guirao.
De su dedicada labor de indagación e investigación surgen obras como «El poblamiento medieval en las Sierras Subbéticas de Jaén y Granada. El caso de Sierra Mágina»,  «Formas de poblamiento en un área rural de al-Andalus: el valle del río Jandulilla» y el libro: El paisaje rural de la Campiña de Jaén en la Baja Edad Media según los «Libros de las Dehesas».
Más tarde acomete el proyecto del Ministerio de Educación y Ciencia, sobre Las salinas de Andalucía Oriental en la Edad Media. Fue miembro del Comité Internacional de Historia de la Sal (C.I.H.S.) y colaborador en la revista Journal of Salt History. Escribió y participó en artículos como «Las salinas de Andalucía Oriental en época medieval. Planteamientos generales y perspectivas de investigación», «El agua salada y las salinas» o «Las salinas de interior de Andalucía oriental: ensayo de identificación».
El 19 de noviembre de 1996 fallece de manera repentina e inesperada a causa de un infarto de miocardio, truncándose su prometedora y ya afianzada carrera investigadora.

## Obras
- El paisaje rural de la campiña de Jaén en la Baja Edad Media según los libros de las Dehesas (1994)
- Serranía de Mágina en la Baja Edad Media: Una tierra fronteriza con el Reino Nazarí de Granada (1989)
- Formas de poblamiento en un área rural de al-Ándalus: El Valle del río Jandulilla (1995)
- El libro de vecindades de Huelma (1989)
- Colección diplomática del Archivo de la Casa de Cázulas (1368-1520) (1982)

## Artículos de revistas[3]
- En los confines de la conquista castellana: Toponimia y Poblamiento de los montes granadino-giennenses en el siglo XIII según la documentación cristiana (1992)
- El poblamiento medieval en las Sierras Subbéticas de Jaén y Granada. El caso de Sierra Mágina (1991)
- Las salinas de Andalucía Oriental en época medieval. Planteamientos generales y perspectivas de investigación (1994)
- Formas de poblamiento en un área rural de al-Ándalus: el valle del río Jandulilla (1995)
- Cerámica altomedieval de Sierra Mágina (Jaén) (1996)
- La formación de la frontera castellano-nazarí en su sector norte: la serranía de Mágina (1989)
- La fortuna de un miembro de la pequeña nobleza al final de la Edad Media: bienes de Alonso de Carvajal, señor de Jódar (1988)
- El arancel de Portazgo de Baeza de fines del siglo XV (1987)
- La supresión del aduana y portazgo de Jaén en 1491 (1985-1987)
- Una tierra fronteriza con el Reino de Granada: El valle del Jandulilla (1984)
- Huelma, 1438-1511.: Datos para la historia de un señorío andaluz en el siglo XV (1981)

## Colaboraciones en obras colectivas[3]
- El agua salada y las salinas (1995)
- Las salinas de interior de Andalucía oriental: ensayo de identificación (1996)
- Las modificaciones en el hábitat en el sur de la provincia de Jaén, tras las conquistas castellanas del siglo XIII (1989)
- La organización militar de la zona meridional del reino de Jaén. El asedio de Huelma de 1476 (1988)
- Agricultura e hidráulica medievales en el antiguo reino de Granada: el caso de la Alpujarra costera (1989)
- Los pactos de sumisión de los mudéjares de la Serranía de Mágina (Jaén) y su significado económico (1987)
- La tierra de Baza tras la conquista castellana: el caso del Gixehalafe del alguacil de Abla (1995)
- El complejo salinero de Cuenca (1995)
- Estudios de fuentes documentales (1995)
- Producción y consumo de sal en el Reino de Jaén en la Baja Edad Media: un estudio desde las fuentes escritas (1995)
- Poblamiento y fortificación del territorio en los siglos XII-XIII. El caso de las sierras meridionales de Jaén (1998)

## Homenajes
Desde el año 2016 el ayuntamiento de Huelma celebra de manera anual el Premio de Investigación Tomás Quesada de Huelma, con el doble objetivo de, por un lado, homenajear a su figura y, por otro, de poner en valor el patrimonio de Mágina, promoviendo trabajos de investigación sobre ella, en cualquier vertiente cultural de la comarca.